# Émile Letournel
Émile Letournel, né le 4 décembre 1927 à Saint-Pierre (Saint-Pierre-et-Miquelon) et mort le 16 août 1994 à Courbevoie, est un chirurgien orthopédiste français. Il était considéré au sommet de sa carrière comme le plus grand spécialiste mondial des fractures pelviennes et acétabulaires. 

## Biographie
Élève brillant, il obtient une bourse  à la fin de la Seconde Guerre mondiale pour finir ses études au lycée français d'Édimbourg puis à Londres. Il entre à la faculté de médecine de Paris en 1946 et décide rapidement de devenir chirurgien. Robert Judet l'accueille dans son service en 1954. Il lui confie la mission de trouver une solution à la fracture du cotyle, dans l'articulation de la hanche qui, avec l'augmentation des accidents automobiles, devient un véritable problème. Émile Letournel va défricher un champ presque vierge. Il va décrire l'anatomo-pathologie de ces fractures, mettre au point les voies d'abord pour ces fractures difficiles et publier ses résultats dans de nombreuses revues. Il a écrit plusieurs livres sur le sujet dont deux en anglais qui auront un retentissement important.
Il s'est aussi intéressé à de vastes champs de l'orthopédie. Il développa des prothèses de hanche et de genou en partenariat avec Jean Lagrange. Le premier, il implanta en France une prothèse de genou en 1968. Il a mis au point une technique d'arthrodèse scapulo-thoracique pour les patients atteints de myopathie fascio-scapulo-humérale. Il s'est ainsi fait une réputation mondiale pour la prise en charge de cas difficiles. 
Il est le chef du département de chirurgie orthopédique du Centre médico-chirurgical de la porte de Choisy à Paris.
Il est admis à l'Académie nationale de médecine et à l'Académie nationale de chirurgie.
Il se fait connaître du grand public en opérant notamment des pilotes de Formule 1 — Jacques Laffite, Didier Pironi — et de grands chefs cuisiniers tels que Michel Chabrand.
Il est suppléant du député divers droite Frédéric Gabriel de 1973 à 1978, puis du député PS Marc Plantegenest de 1978 à 1981, dans la circonscription législative de Saint-Pierre-et-Miquelon.
Il meurt à son domicile parisien le 16 août 1994 à 66 ans.

## Distinctions
- Chevalier de la Légion d'honneur (1988, remise par le président François Mitterrand)[3]
- Une rue de Saint-Pierre porte son nom depuis 1996
- Un timbre à son effigie a été émis par la Poste de Saint-Pierre en 1999
- Le lycée de Saint-Pierre-et-Miquelon porte son nom[4] depuis 2003[3]

## Source
- Le Vent de la Liberté, semaine du 9 au 15 janvier 1999, pp. 6-7